# Jamal Ech-Chamakh
Jamal Ech-Chamakh (en arabe : جمال الشماخ), né le 22 mars 2000 à Agadir, est un footballeur marocain évoluant au poste de latéral gauche au HUS Agadir.

## Biographie
Jamal Ech-Chamakh naît à Agadir et intègre très jeune le centre de formation du HUS Agadir.
Le 2 janvier 2020, il fait ses débuts professionnels en Botola Pro contre l'Olympique de Safi en étant titularisé par M'hamed Fakhir. Il est remplacé à la 76ème minute par Mohamed Ben Hssaine.
Le 26 janvier 2020, il fait ses débuts en compétition africaine en remplaçant Tamer Seyam à la 87ème minute contre l'Enyimba à l'occasion d'un match de Coupe de la confédération.
Le 27 février 2021, il marque son premier but professionnel en championnat contre le Khemis Zemamra dans les temps additionnels de la 90ème minute (victoire, 1-0),.
Le 5 mai 2021, il est éliminé des quarts de finales de la Coupe du Maroc, après une défaite de 2-0 contre le Raja de Béni Mellal, club évoluant en D2 marocaine.

## Statistiques

### Statistiques détaillées
| Saison                | Club                  | Championnat           | Championnat | Championnat | Championnat | Coupe(s) nationale(s) | Coupe(s) nationale(s) | Coupe(s) nationale(s) | Compétition(s) continentale(s) | Compétition(s) continentale(s) | Compétition(s) continentale(s) | Compétition(s) continentale(s) | Autres compétitions | Autres compétitions | Autres compétitions | Autres compétitions | Total | Total | Total |
| Saison                | Club                  | Division              | M.          | B.          | P.d.        | M.                    | B.                    | P.d.                  | Comp.                          | M.                             | B.                             | P.d.                           | Comp.               | M.                  | B.                  | P.d.                | M.    | B.    | P.d.  |
| 2019-2020             | HUS Agadir            | Botola Pro            | 18          | 0           | 0           | -                     | -                     | -                     | C3                             | 3                              | 0                              | 0                              | -                   | -                   | -                   | -                   | 21    | 0     | 0     |
| 2020-2021             | HUS Agadir            | Botola Pro            | 12          | 1           | 1           | -                     | -                     | -                     | -                              | -                              | -                              | -                              | -                   | -                   | -                   | -                   | 12    | 1     | 1     |
| Total sur la carrière | Total sur la carrière | Total sur la carrière | 30          | 1           | 1           | -                     | -                     | -                     | -                              | -                              | -                              | -                              | -                   | -                   | -                   | -                   | 30    | 1     | 1     |